# 和硕棘豆
和硕棘豆（学名：Oxytropis immersa）为豆科棘豆属下的一个种。